# Eugenio De Signoribus

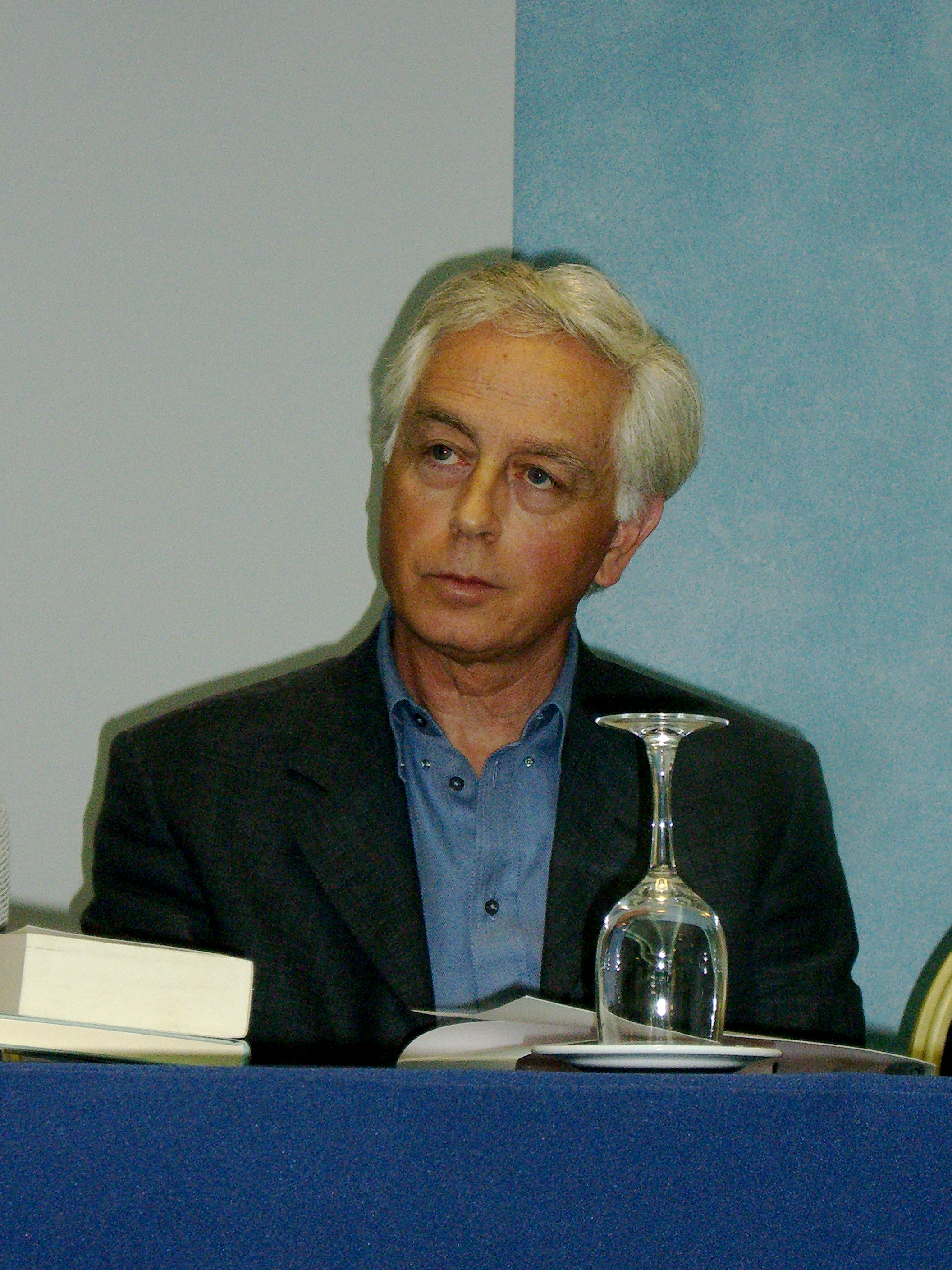
Eugenio de Signoribus

Eugenio De Signoribus (* 1947 in Cupra Marittima) ist ein italienischer Schriftsteller.
De Signoribus gewann 2002 den Premio Letterario Castelfiorentino und 2008 den Premio Viareggio für sein Werk Poesie (1976–2007).